# ピーテル・ノイツ
ピーテル・ノイツ（オランダ語: Pieter Nuyts、1598年 – 1655年12月11日）は、オランダの探検家・外交官・政治家。ピーテル・ヌイツとも。
1626年から翌年にかけて、オランダ東インド会社の探検隊の一員として、オーストラリア南岸の地図を作成した。1627年に駐日オランダ大使となり、同じ年に台湾行政長官（オランダ語: Gouverneur van Formosa）に任命されたが、後に公務の失敗と私生活での無分別な行動の噂により、物議を醸す人物となった。不名誉な扱いを受け、罰金や投獄の罰を受けた後、日本との緊張したオランダ関係を和らげるためのスケープゴートにされてしまった。1637年にオランダ共和国に戻り、フルストの市長などを務めた。
ノイツの名は、1626年から27年にかけての航海にちなんで、オーストラリア南部の海岸沿いにつけられた地名でよく登場する。 20世紀初頭の台湾や日本の学校の教科書では、ノイツは「典型的な傲慢な西洋人のいじめっ子」の例として悪者扱いされた。

## 若齢期
ピーテル・ノイツは、1598年にネーデルラント連邦共和国のゼーラント州にあるミデルブルフの町で、商人のローレンス・ノイツと、アントワープから移住してきた裕福なプロテスタントである妻のエリザベス・ワレンツの間に生まれた。ライデン大学で学び、哲学の博士号を取得した後、彼は父親の貿易会社で働くためにミデルブルフに戻った。

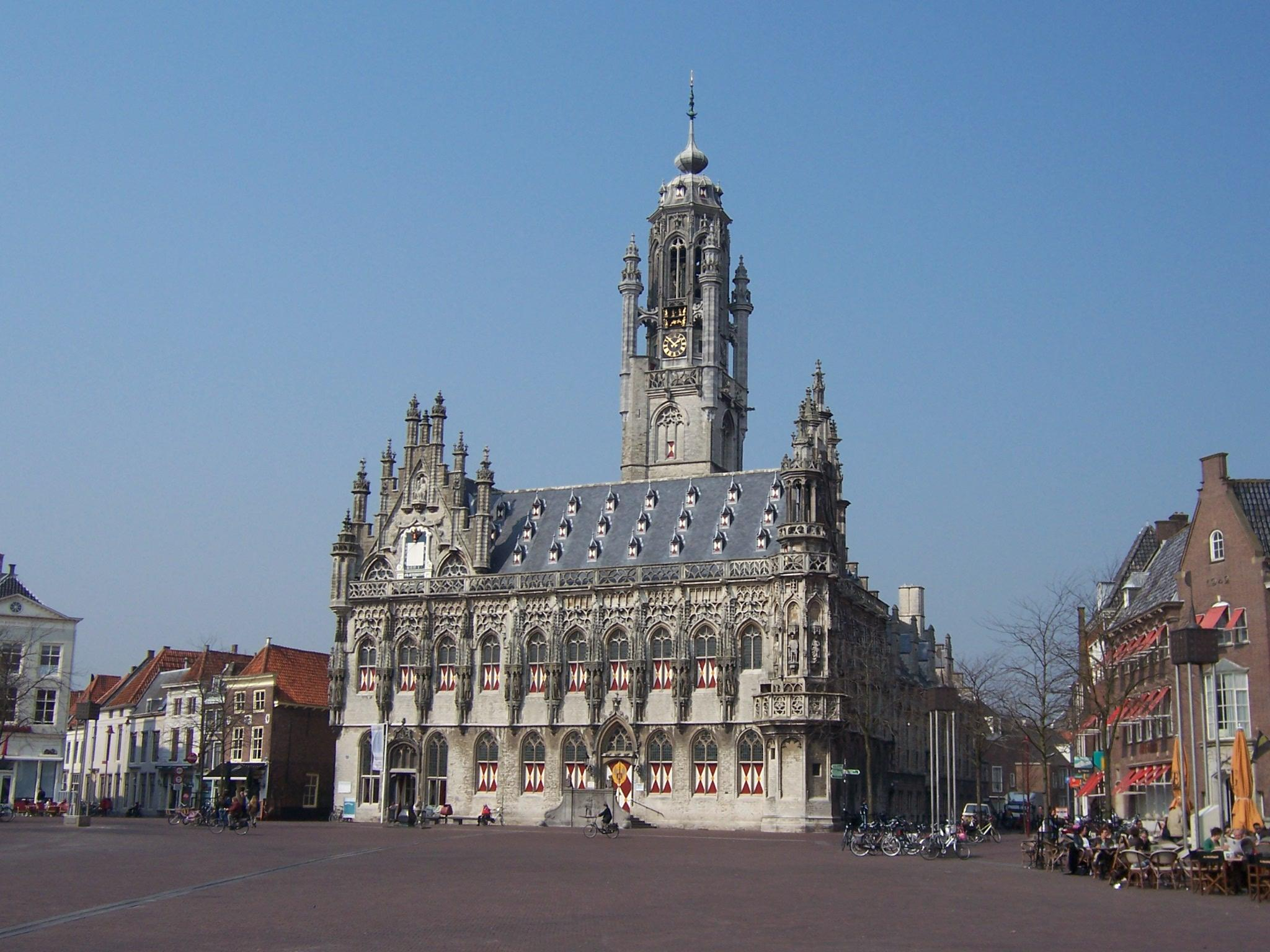
ミデルブルフの市庁舎

1613年には、有名な東洋学者トーマス・ファン・エルペと一緒にライデンに滞在していたピエター・ノイツは、モロッコからのネーデルラント特使、アル=ハジャリーと会ったことが知られている。アル＝ハジャリはノイツの「友情の本」に次のような記述を寄せている。
優秀な青年、ピーテル・ノイツが私に何か書いてほしいと言ってきたので、彼に言います。全能の神の命令に従順であり、神以外の者を崇拝してはならない。また、両親に従順であり、両親に対して謙虚でありなさい……—1613年9月11日
1620年、ノイツはピーテルは、同じくアントワープ移民の子であるコーネリア・ヤコットと結婚。2人は、ローレンス（1622年頃生まれ）、ピーテル（1624）、双子のアンナ・コーネリアとエリザベス（1626）の4人の子供を儲けた。1626年にノイツはオランダ東インド会社（VOC）に就職し、同社の期待の星と目された。

## オーストラリア遠征

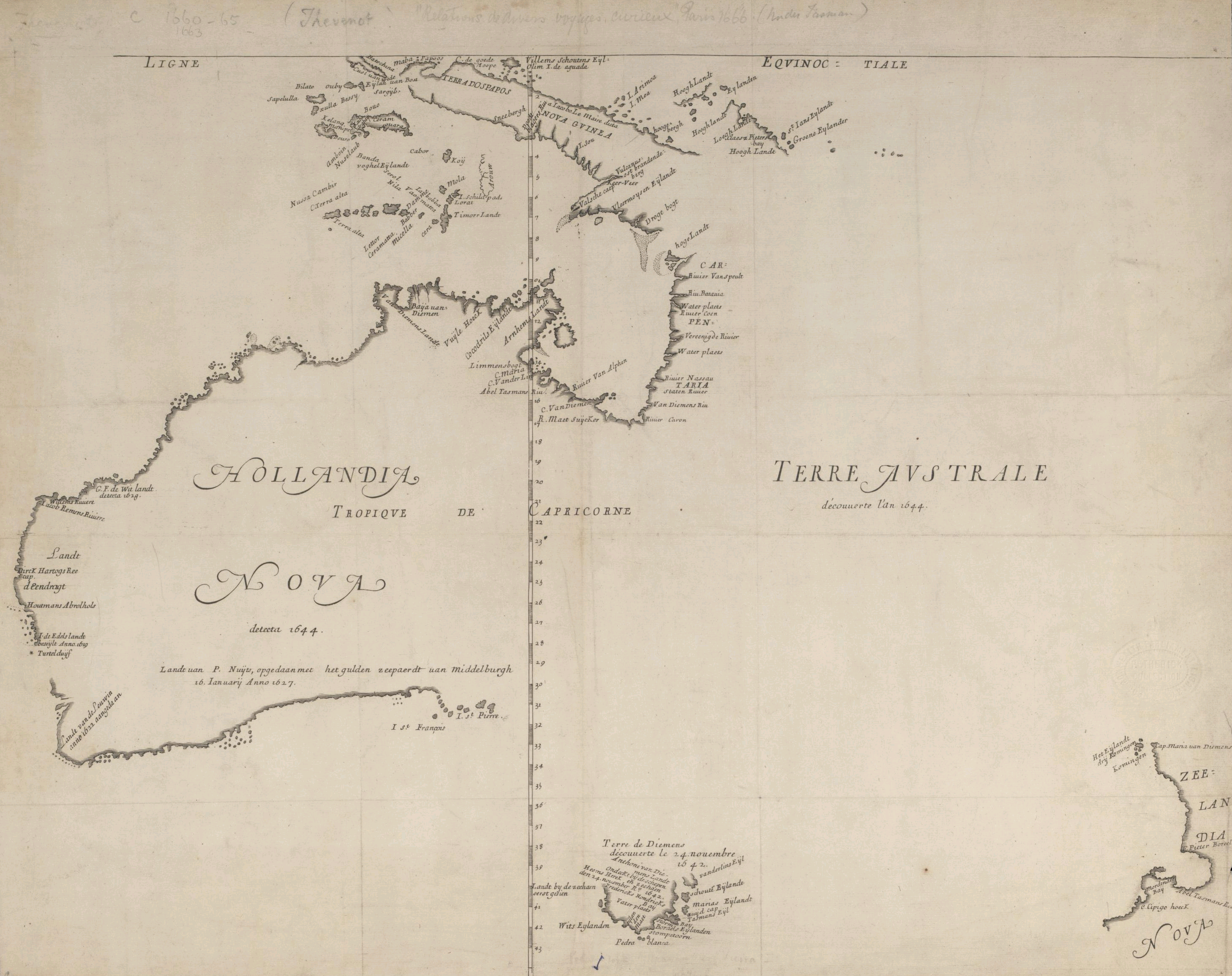
1644年のオーストラリアの地図。左下にLandt van P. Nuijtsの記名がある。

1626年5月11日、VOC船のGulden Zeepaert号は、ノイツと彼の長男ローレンスを乗せてアムステルダムを出発した。VOCの東アジア本部があるバタヴィアへの標準ルートから外れて船は東に進み、西オーストラリア州オールバニーから南オーストラリア州セドゥナまでのオーストラリア南岸の約1,500kmの地図を作成した。船長のフランソワ・ティッセンは、乗員の最高位であったノイツにちなんで、この地域を「t Landt van Pieter Nuyts（ピーテル・ノイツの土地）」と名付けた。今日でも、イギリスの航海士で地図製作者のマシュー・フリンダースが命名したノイツリーフ、ノイツ岬、ノイツ群島など、南オーストラリア州のいくつかの地域に彼の名前が付けられている。その後、オーストラリア大陸の西部に自生する半寄生植物、オーストラリアン・クリスマスツリーも、ノイツに因んでNuytsia floribundaと名付けられた。

## 対日特使
オーストラリアの航海を終えてから1か月後の1627年5月10日、ノイツは台湾行政長官とVOCの対日本特使の両方に同時に任命され、日本の将軍徳川家光に謁見するため江戸に向かった。同時期に、長崎に拠点を置き、台湾で頻繁に商売をしている浜田弥兵衛は、16人の台湾原住民を日本に連れて行き、台湾の支配者に偽装した。ノイツが台湾におけるオランダの権益を主張しようとしたのに対し、浜田の計画は、台湾人の主権を将軍に認めさせようとした。結局、いずれも将軍との謁見は叶わなかった（オランダの失敗は、高慢なノイツの態度や一行が道中顰蹙を買ったこと、浜田の策略などさまざまな要因による）。

## 台湾行政長官

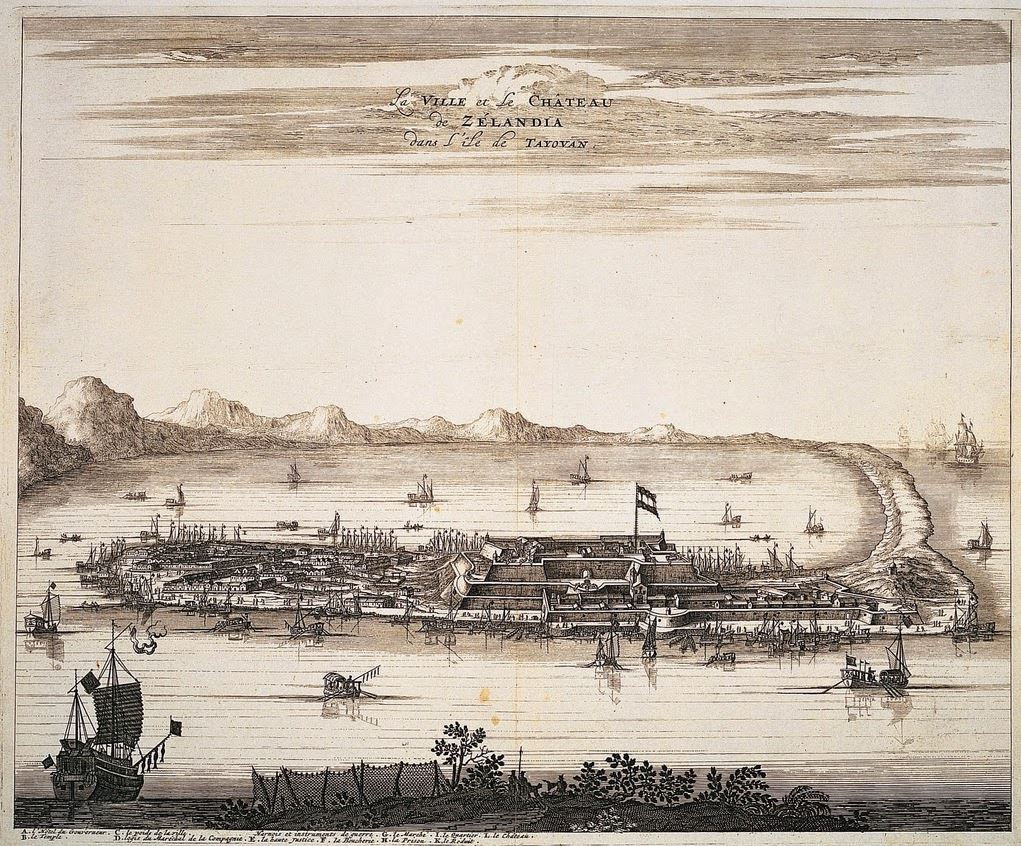
台湾での住処となった、ゼーランディア要塞

失敗に終わった訪日から戻ると、ノイツはタイオワン（現在の安平区）のゼーランディア要塞（後の安平古堡）に居を構え、第3代台湾行政長官に就任した。ノイツの初期の目的の一つは、17世紀初頭に東アジアに到着して以来、オランダが逃してきた中国での貿易の道を開くことだった。この目標を推進するために、ノイツは中国の貿易交渉担当者である鄭芝龍を人質に取り、オランダに貿易特権を与えることを同意させるまで開放しなかった。なお、30年以上後にオランダの台湾統治を終わらせることとなる鄭成功は、鄭芝龍の息子である。

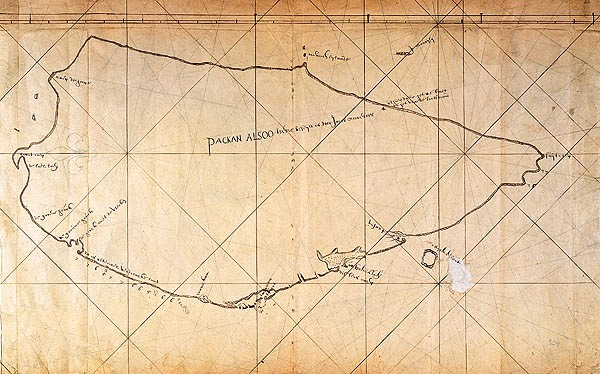
台湾の1625年の地図

ノイツは長官時代、台湾原住民の女性をベッドに連れ込み、通訳をベッドの下に潜ませてピロートークを通訳させていたとして悪評を買った。ノイツはまた、会社の規則で禁じられていた私的貿易から利益を得ていたともいわれている。この時期に台湾人女性と正式に結婚したとする資料もあるが 、最初の妻コーネリアと法的にはまだ結婚していたので、その可能性は低いと思われる。
ノイツによる原住民の扱いもまた不安材料であり、新港社（現在の台南市新市区に居住した原住民）の人々は彼による過酷な扱いを「日本人の寛大なもてなし」と対比していた。ノイツは原住民を低く評価しており、「善も悪も知らない素朴で無知な人々」と記している。 1629年に麻豆渓事件が発生しオランダ兵士ら60人が殺害されるが、ノイツはゼーランディア要塞に戻るため早めに切り上げていたため難を逃れた。この事件は後の1635年から36年にかけて行われた鎮撫作戦の口実となった。
ノイツが長官を務めていた1629年、スペインが台湾に進出してきた。ノイツはこの事態を深く憂慮し、スペイン人を淡水や鶏籠（現在の基隆）の拠点から追い出すべく、バタヴィアに宛てて遠征を求める緊急の手紙を出している。手紙の中でノイツは、スペイン人がオランダの活動を妨害する可能性があることや、島の北部を占領することでオランダが得られる貿易上の利益を強調した。植民地当局はノイツの要求を無視し、1641年までスペイン人に対して何ら行動を起こさなかった。

### タイオワン事件

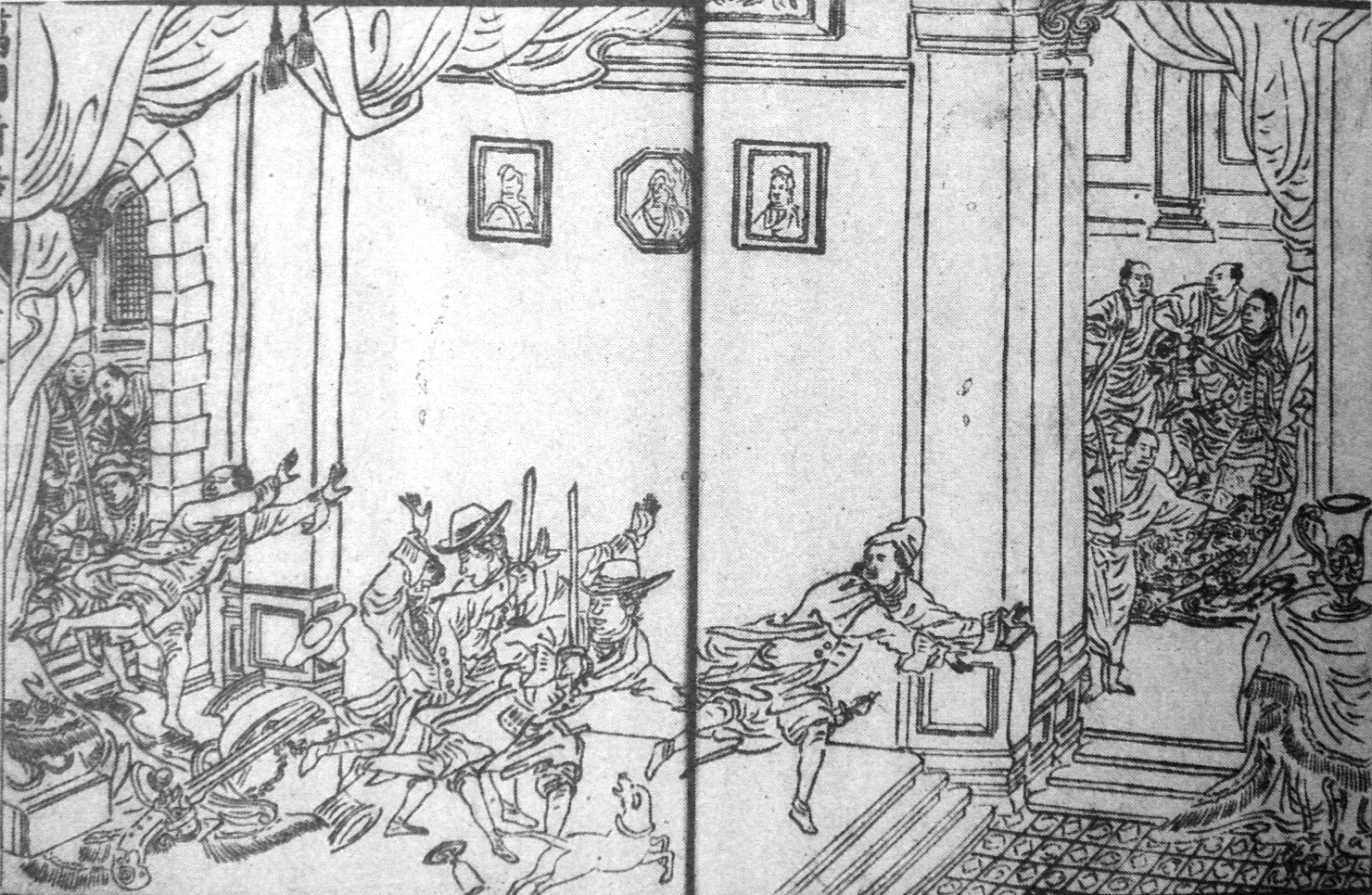
日本人によるピーテル・ノイツ（右上隅）の捕獲

すでに問題となっていたタイオワンの日本商人との関係は、1628年に緊迫したものとなった。オランダの植民地が設立されるずっと前から台湾で取引をしていた商人らが、オランダ当局の徴収する通行料を不公平とみなして支払わなかったためである。対照的に、オランダ商人が日本で免税特権を持っていたことも彼らの反感を助長していた。ノイツは不満に耳を貸さず、日本訪問を妨害した浜田弥兵衛に報復するため船や武器を差し押さえ、通行料の支払いを強要した。
しかし、日本人は依然として税金を払う素振りを見せず、ついには自らの屋敷で浜田に匕首を突きつけられてノイツが人質とされるに至った。浜田の要求は、船と財産の返還と、日本への安全な帰国であった。これらの要求は台湾評議会（オランダ語: Raad van Formosa）によって承認され、ノイツの息子ローレンスは6人のオランダ人人質の1人として日本に連れ戻された。ローレンスは1631年12月29日に大村で収監中に死去した。日本統治時代の台湾（1895-1945）には、学校の歴史教科書はこの人質事件を"ノイツ事件"と呼び、ノイツのことを「日本の貿易権を軽視し、先住民の権利を踏みにじった傲慢な西洋人の典型的ないじめっ子」と表現していた。

## 日本への引き渡し
オランダ人は、ノイツと浜田の争いにより江戸幕府が閉ざした、収益性が高い交易を再開することを強く望んでいた。しかし、幕府への働きかけはことごとく失敗に終わり、結局、ノイツを日本に送還し、将軍の裁きを仰ぐことになった。これは前例のないことであり、オランダ政府のノイツに対する強い不快感と、日本との貿易を再開したいという強い願望の表れであった。また、日本のような東アジアの強国と対峙したときのオランダの相対的な弱さも示すものであり、近年の歴史学では、オランダはこれらの国の慈悲に頼って地位を維持していたと考えられている。
1636年にオランダ領東インド政府総督のアントニオ・ヴァン・ディーメンがアムステルダムのVOC本部に宛てた手紙の内容を見れば、彼がオランダ当局に与えた影響の大きさがわかる。
当社に甚大な不利益をもたらした、マーチヌス・ソンク、ピーテル・ノイツ、ピーテル・ヴラック、アントニオ・ファン・デン・フーヴェルなどの例を見るに、このような高い知性を持った人たちが、この業界で害よりも貢献をもたらすのか疑問である...当社は、経験豊富で用心深い商人からこそ、より良い資源を享受することができるのではないか。—Anthony van Diemen
ノイツは1632年から1636年にかけての日本での軟禁を経て釈放され、バタヴィアに送還された。この期間中、彼はキケロ、セネカ、タキトゥスなどの作家による古典ラテン語の書物を収集して、ゾウやナイル川デルタなどをテーマにした論考を書き、修辞的な技法の練習をして過ごした。ノイツはまた衣料品や食料品に湯水の如く金を使い、これを負担しなければならないVOCの頭痛の種となった。
ノイツは1636年に監禁から解放されたが、これは1627年の訪日の際にノイツの通訳を務め面識があったフランソワ・カロンの尽力によるものであったと考えられる。ノイツは日本から帰還すると、VOCから罰金を科された後、懲戒解雇され、オランダに送り返された。

## オランダ共和国への帰還

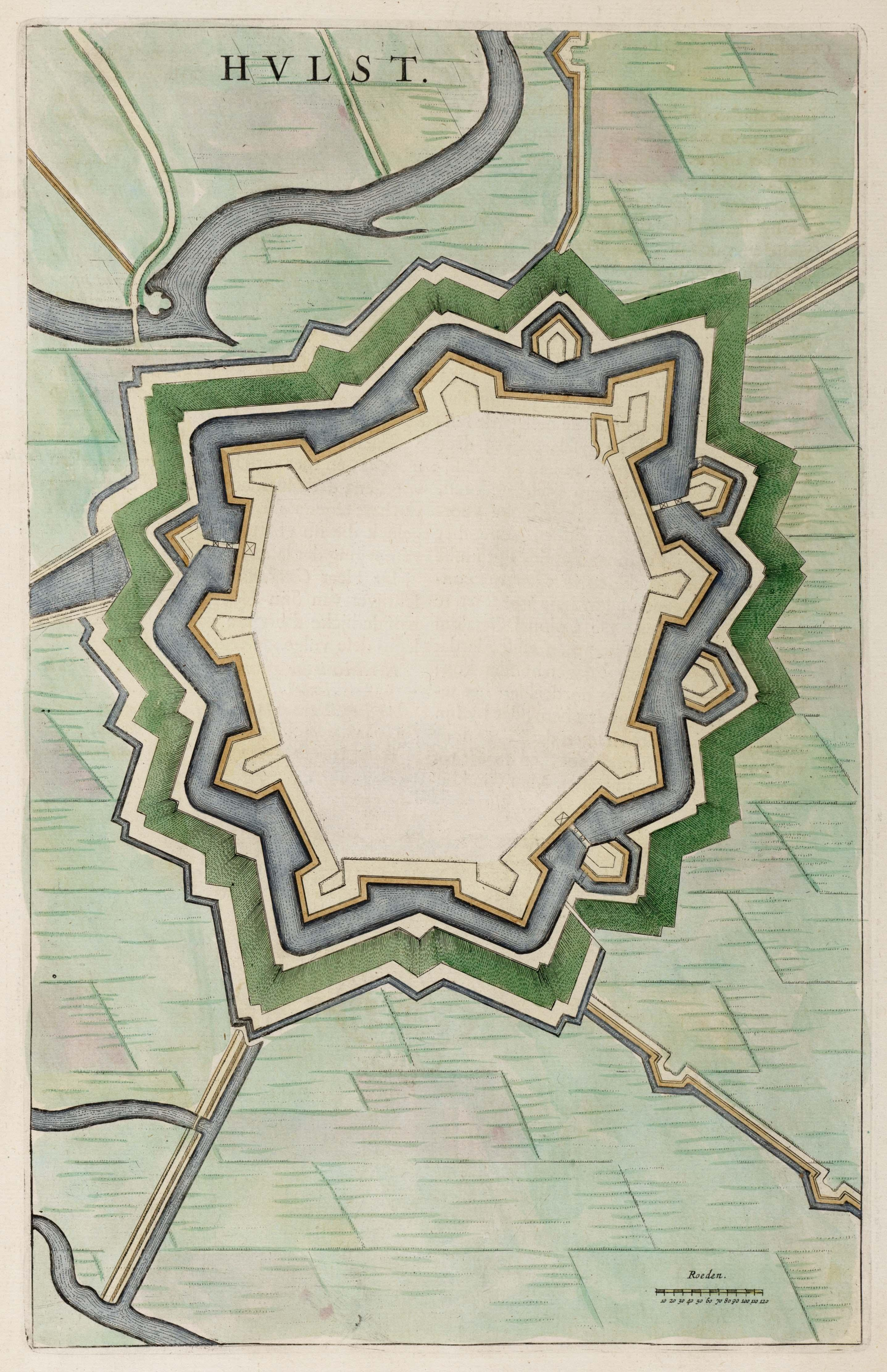
1649年のフルストの要塞

母国に戻ると、ノイツはまず生まれ故郷のミデルブルグに戻り、その後、ゼーラント・フランダース地方で地方行政官としてのキャリアを積み、1645年にスペイン人から町を奪い取った直後のフルストに定住した。ハルスター・アンバハトの市長を3回、フルストの市長を2回務めるまでになった。ミデルブルグVOC理事会の強力な援助のおかげで、ノイツは自らに課された罰金の取り消しを上訴することができ、返金の受領に成功した。 1640年に彼はアンナ・ファン・ドリエルと結婚したが、彼女は同じ年に、ノイツの次男ピーテルを出産中に死亡した。1649年にノイツは3番目（または4番目）の妻で最後の伴侶となる、アグネス・グラニエと結婚した。

### 死
ノイツは1655年12月11日に死去し、フルストの教会の墓地に埋葬された。墓石は1983年に教会の改修中に破壊されるまで残っていた。葬儀の後、ノイツは当局に渡していた額よりも税金を領地から徴収していたことが判明し、息子のピーテルが父の借金を返済した 。1670年に父が書いた『Lof des Elephants』の死後の出版を手配したのもまたピーテルであり、その1冊だけがハーグのオランダ国立図書館に現存している。

## 著書
- Lof des Elephants (In Praise of the Elephant) - 1634 (1670)
- Beschrijvinge van Riviere Nylus in Aegypten (Description of the River Nile in Egypt) - 1635